# Georg Mohr (Schachspieler)
Georg Mohr (* 2. Februar 1965 in Maribor) ist ein slowenischer Schachspieler und -trainer.
Er spielte für Slowenien bei sechs Schacholympiaden: 1992 bis 2002. Außerdem nahm er dreimal an den europäischen Mannschaftsmeisterschaften (1997 bis 2001) und an mehreren Mitropapokalen (1988, 1995 bis 1998 und 2002) teil.
In Österreich spielte er für den SV Straßenbahn Graz.
Im Jahre 1990 wurde ihm der Titel Internationaler Meister (IM) verliehen, 1997 der Titel Großmeister (GM). Seit 2004 trägt er den Titel FIDE-Senior-Trainer.
| Hier fehlt eine Grafik, die leider im Moment aus technischen Gründen nicht angezeigt werden kann. Wir arbeiten daran! |